# Катастрофа воздушного шара в Локхарте
30 июля 2016  года погибли 16 человек в результате возгорания и падения воздушного шара на территории Максвелл вблизи города Локхарт в американском штате Техас, в 50 километрах на юг от столицы штата Остина. Это крупнейшая катастрофа воздушного шара в Соединённых Штатах и вторая по величине в мире, после катастрофы в Луксоре в 2013. Также это крупнейшая авиационная катастрофа в Америке со времени катастрофы DHC-8 под Буффало 2009 года.

## Воздушный шар
Воздушный шар модели Kubicek BB85Z обслуживала компания Heart of Texas Balloon Ride company, предоставляющая услуги в Большом Остине.

## Расследование
Федеральное управление гражданской авиации США начало расследование аварии. Национальный совет по безопасности на транспорте намерен взять расследование под свой контроль. Федеральное бюро расследований (ФБР) находилось на месте катастрофы, обеспечивая доказательную базу для расследования ФУГА. Из-под обломков были извлечены 14 электронных устройств (мобильных телефонов, iPad и камер). Они были переданы в ФБР для восстановления данных.
Техасский департамент гражданской безопасности сообщил, что по предварительной версии воздушный шар задел линии электропередач и загорелся.